# SpVgg Trier-Zewen 1920
Die SpVgg Trier-Zewen 1920 ist ein deutscher Fußballverein mit Sitz in Zewen, einem Stadtteil der rheinland-pfälzischen Stadt Trier.

## Geschichte

### Gründung bis Nachkriegszeit
Der Verein wurde im Jahr 1920 gegründet. Über die Spielklassenzugehörigkeit in der Anfangszeit ist jedoch nichts bekannt. Nach dem Zweiten Weltkrieg wurde die erste Mannschaft zur Saison 1947/48 in die zweitklassige Landesliga Rheinland eingegliedert. Mit 21:23 Punkten schloss der Verein diese Spielzeit auf dem siebten Tabellenplatz der Staffel Süd ab. Nach der Saison 1951/52 wurde dann die neue drittklassige Amateurliga Rheinland eingeführt. Bedingt durch den zweiten Platz in ihrer Staffel konnte sich die Mannschaft dafür dann auch qualifizieren. In der nun eingleisigen Liga konnte sich die Mannschaft noch zwei Spielzeiten halten und musste dann am Ende der Saison 1953/54 mit 20:36 Punkten über den 14. Platz in die 2. Amateurliga absteigen.

### Heutige Zeit
In der Saison 2002/03 spielte der Verein innerhalb einer Spielgemeinschaft mit dem SV Igel-Liersberg 1963 in der Kreisliga C Trier-Saarburg. Mit 27 Punkten belegte die Mannschaft dort den zehnten Platz. Mit 58 Punkten und dem zweiten Platz nach der Saison 2003/04 gelang dann auch schließlich der Aufstieg in die Kreisliga B. Nach der Spielzeit 2005/06 ging es dann aber bereits wieder hinunter in die Kreisliga C, bedingt durch lediglich 21 Punkte und dem zwölften Platz der Tabelle. Nach der Saison 2007/08 gelang dann hier mit 59 Punkten die Meisterschaft und man durfte wieder zurück in die Kreisliga B aufsteigen. In der ersten Spielzeit hier war dann mit 42 Punkten gleich sogar der dritte Platz am Ende der Saison drin.
In den folgenden Jahren platzierte man sich immer in den oberen Positionen, verpasste jedoch die Aufstiegsplätze stets knapp. Nach einem zweiten Platz mit 51 Punkten nach der Saison 2011/12 gelang dann schließlich zur neuen Spielzeit der Aufstieg in die Kreisliga A. Hieraus musste man jedoch bereits nach der nächsten Saison mit 26 Punkten über den zwölften Platz eigentlich direkt wieder absteigen, durfte dann aber doch in der Liga bleiben. Mit 37 Punkten und dem fünften Platz nach der Saison 2013/14 sollte dies dann auch in der darauffolgenden Saison 2013/14 besser funktionieren. Diese Spielklasse konnte auch bis heute gehalten werden.
Seit dem Jahr 2013 hat sich der SG zudem noch der SV Langsur angeschlossen. In Wettbewerben tritt die Mannschaft seitdem als Spielgemeinschaft Zewen-Igel-Langsur an.